# Ерёменко, Пётр Гаврилович
Пётр Гаврилович Ерёменко (в некоторых документах: Ярёменко; 17 января 1884 — 5 мая 1926) — военный лётчик.

## Биография
С 1 января 1906 года — служба на Балтийском флоте.
По семейной легенде капитан корабля, где служил Петр Гаврилович, поспорил и заключил пари со своим другом (другим капитаном), что его унтер-офицер Ерёменко за какое то время может научиться летать. Петра Гавриловича послали учиться и он полетел. Проигравший капитан достал жемчужное ожерелье и со словами «Это семейная реликвия, я не могу его отдать» бросил его в море. Так Петр Гаврилович стал летчиком.
Далее выписка из послужного списка:
- Циркуляром штаба начальника Действующего флота Балтийского моря(далее по тексту — БМ) № 1247 переведен в отдел воздушного флота с зачислением на сверхсрочную службу по 2 разряду с 15.09.1910 (05.10.1910).
- Таким же циркуляром № 42 переведен в команду Службы связи БМ (10.03.1911).
- За отличие при тушении пожара 12.06.1910 на газолиновой миноноске № 7 награждён знаком отличия орден Св. Анны № 2731 (приказ начальника Службы связи БМ № 226 от 12.08.1911).
- Награждён единовременным пособием в размере 150 руб., широким серебряным шевроном и переведен на оклад добавочного жалования по 268 руб. в год с 15 сентября 1912 г. (его же приказ № 411 от 16.09.1912).
- С 15.09.1913 — оклад добавочного содержания увеличен до 300 руб. в год.
- С 01.10.1913 перечислен в 1-й разряд сверхсрочных с окладом добавочного содержания 372 рубля в год (его же приказ № 563 от 23.10.1913).
- Приказом командующего флотом БМ № 263 произведен с 01.09.1914 в авиационные унтер-офицеры 1 ст. (02.10.1914).
- Циркуляром штаба командующего флотом БМ объявлено, что выдержал экзамен на звание авиационного кондуктора (30.12.1914).
- Приказом по флоту и Морскому ведомству № 102 произведен в авиационные кондукторы (28.02.1915).
- Циркуляром штаба командующего флотом БМ № 197 назначен в Службу связи БМ (18.03.1915).
- Серебряная медаль «за усердие» для ношения на шее на Владимирской ленте (18.07.1915).
- Георгиевская медаль 4 ст. № 487290 за подвиги мужества и храбрости проявленные во время боевых операций в Рижском заливе(приказ командующего флотом БМ № 991 от 20.09.1915).
- Георгиевский крест 4 ст. № 434666 за разведку Виндавы и бомбардировку крейсера типа «Аугсбург» в гавани под огнём противника 28.08.1915 (его же приказ № 1134 от 24.10.1915).

Опять же, по семейной легенде. Петру Гавриловичу приснился сон. Тонет он в болоте, в трясине барахтается, а рядом проплывает икона «божьей матери Казанской». Схватился он за её, как за соломинку, и выплыл. Проснулся в холодном поту и попросил жену купить икону. Марфа Сергеевна сказала: «тебе приснилось, ты и покупай», что Петр Гаврилович и сделал. В этот же день у Петра Гавриловича состоялся боевой вылет, судя по всему — «разведка Виндавы и бомбардировка крейсера в гавани под огнём противника 28.08.1915» — первый «Георгий». Приземлился, с убитым товарищем и с больше ста пробоинами в аэроплане. С тех пор икона — семейная реликвия. Помогает…

- Георгиевский крест 3 ст. № 1848 за то, что 10.09.1915 когда с острова «Церель» появился неприятельский гидроаэроплан, направлявшийся на разведку в Рижский залив, вылетел ему на встречу, атаковал и несмотря на его сильный пулеметный огонь своим маневрированием и меткой стрельбой из карабина заставил неприятельский аэроплан отступить не дав ему возможности выполнить задачу(приказом его же № 1134 от 24.10.1915).
- Высочайшим приказом по Морскому Ведомству № 1499 произведен на основании 17 Высочайшего повеления от 16.03.1915 в подпоручики по Адмиралтейству (23.11.1915).
- Циркуляром Главного морского штаба № 105 объявлено, что морской министр утвердил в звании морского летчика с 23.11.1915 (29.02.1916).
- Числится на 2-й авиационной станции (приказ нач-ка Воздушного района № 392, 02.06.1915).
- Приказом н-ка Службы связи БМ № 786 назначен в воздушный отряд «Г» (09.05.1916).
- Ордена Св. Анны 4 ст. с надписью «за храбрость» (приказ командующего флотом БМ № 388, 28.05.1916).
- Св. Станислава 3 ст. с мечами и бантом (его же приказ № 519, 30.07.1916).
- Св. Владимира 4 ст. с мечами и бантом (приказ нач-ка Морского штаба Верховного главнокомандующего № 279, 11.09.1916).
- Произведен в поручики по Адмиралтейству со старшинством за отличие в делах против неприятеля с 27.08.1916 (приказ нач-ка Морского штаба Верховного главнокомандующего № 380, 01.11.1916).
- Назначен в отряд «Глаголь» 2-го Воздушного дивизиона (приказ И.д. Начальника Воздушной Дивизии Балтийского флота за № 4 19.12.1916).
- Переведен в состав воздушного отряда «Иже» (приказом его же за № 229 07.03.1917).
- Переведен во 2-ю Воздушную бригаду приказ н-ка Воздушной Дивизии Балтийского флота за № 826 16.10.1917).

С 11.1918 — Начальник школы морской авиации (имени Троцкого) в Петрограде, Красвоенморлет, летчик-инструктор.
Умер в Таганроге от разрыва сердца, когда узнал, что почти всех его друзей репрессировали. На могиле (в 1974 ещё был на старом кладбище в Таганроге) установлен пропеллер от самолета.

## Семья
Жена (с 14.07.1914) — Ерёменко Марфа Сергеевна (1896 — 1.11.1956), ур. Костюк.
В 1914 Петр Гаврилович поехал в Иваньгород (Черниговской губ.) на родину, увидел Марфу Сергеевну и украл её, редкой красоты была женщина, второй раз так замуж и не вышла.
Дочь — Ерёменко Вера Петровна (15.03.1916 — 3.11.1976)
В 1939 Вера Петровна окончила обучение в Таганрогском аэроклубе Осоавиахима и вместе с Марфой Сергеевной переехали в Киев.